# Los Limones, Cuernavaca
Los Limones är en ort i Mexiko.   Den ligger i kommunen Cuernavaca och delstaten Morelos, i den sydöstra delen av landet, 50 km söder om huvudstaden Mexico City. Los Limones ligger 1 545 meter över havet och antalet invånare är 247.
Terrängen runt Los Limones är varierad, och sluttar söderut. Runt Los Limones är det mycket tätbefolkat, med 3 134 invånare per kvadratkilometer. Närmaste större samhälle är Cuernavaca, 4,7 km väster om Los Limones. Omgivningarna runt Los Limones är en mosaik av jordbruksmark och naturlig växtlighet.